# Olympische Sommerspiele 2020/Teilnehmer (Ägypten)
| Gelbes Symbol für Goldmedaillen mit stilisierten Olympischen Ringen | Graues Symbol für Silbermedaillen mit stilisierten Olympischen Ringen | Braundes Symbol für Bronzemedaillen mit stilisierten Olympischen Ringen |
| ------------------------------------------------------------------- | --------------------------------------------------------------------- | ----------------------------------------------------------------------- |
| 1                                                                   | 1                                                                     | 4                                                                       |

Ägypten nahm an den Olympischen Spielen 2020 in Tokio mit 136 Sportlern in 25 Sportarten teil. Es war die insgesamt 23. Teilnahme an Olympischen Sommerspielen.
Das Land war mit 132 Sportlerinnen und Sportlerinnen in Tokio vertreten, der größten Olympiadelegation in der Geschichte, darunter 56 Frauen. Die Athleten traten in 24 Disziplinen an, ebenfalls in so vielen wie nie zuvor. Flaggenträger bei der Eröffnungsfeier waren die Taekwondoin Hedaya Malak und der Fechter Alaaeldin Abouelkassem.

## Teilnehmer nach Sportarten

### Badminton
| Athleten                      | Wettbewerb | Gruppenphase               | Gruppenphase      | Gruppenphase | Gruppenphase | Achtelfinale  | Achtelfinale  | Viertelfinale | Viertelfinale | Halbfinale    | Halbfinale    | Finale        | Finale        | Rang          |
| Athleten                      | Wettbewerb | Gegner                     | Ergebnis          | Punkte       | Rang         | Gegner        | Ergebnis      | Gegner        | Ergebnis      | Gegner        | Ergebnis      | Gegner        | Ergebnis      | Rang          |
| ----------------------------- | ---------- | -------------------------- | ----------------- | ------------ | ------------ | ------------- | ------------- | ------------- | ------------- | ------------- | ------------- | ------------- | ------------- | ------------- |
| Frauen                        |            |                            |                   |              |              |               |               |               |               |               |               |               |               |               |
| Doha Hany                     | Einzel     | Chen Y.                    | 0:2 (5:21, 3:21)  | 18:84        | 3            | ausgeschieden | ausgeschieden | ausgeschieden | ausgeschieden | ausgeschieden | ausgeschieden | ausgeschieden | ausgeschieden | ausgeschieden |
| Doha Hany                     | Einzel     | N. Yiğit                   | 0:2 (5:21, 5:21)  | 18:84        | 3            | ausgeschieden | ausgeschieden | ausgeschieden | ausgeschieden | ausgeschieden | ausgeschieden | ausgeschieden | ausgeschieden | ausgeschieden |
| Doha Hany Hadia Hosny         | Doppel     | M. Matsumoto / W. Nagahara | 0:2 (7:21, 3:21)  | 37:126       | 4            | ausgeschieden | ausgeschieden | ausgeschieden | ausgeschieden | ausgeschieden | ausgeschieden | ausgeschieden | ausgeschieden | ausgeschieden |
| Doha Hany Hadia Hosny         | Doppel     | S. Piek / C. Seinen        | 0:2 (6:21, 10:21) | 37:126       | 4            | ausgeschieden | ausgeschieden | ausgeschieden | ausgeschieden | ausgeschieden | ausgeschieden | ausgeschieden | ausgeschieden | ausgeschieden |
| Doha Hany Hadia Hosny         | Doppel     | R. Honderich / K. Tsai     | 0:2 (5:21, 6:21)  | 37:126       | 4            | ausgeschieden | ausgeschieden | ausgeschieden | ausgeschieden | ausgeschieden | ausgeschieden | ausgeschieden | ausgeschieden | ausgeschieden |
| Mixed                         |            |                            |                   |              |              |               |               |               |               |               |               |               |               |               |
| Adham Hatem Elgamal Doha Hany | Doppel     | Zheng S. / Huang Y.        | 0:2 (5:21, 10:21) | 38:126       | 4            | ausgeschieden | ausgeschieden | ausgeschieden | ausgeschieden | ausgeschieden | ausgeschieden | ausgeschieden | ausgeschieden | ausgeschieden |
| Adham Hatem Elgamal Doha Hany | Doppel     | Seo S.-j. / Chae Y.-j.     | 0:2 (7:21, 3:21)  | 38:126       | 4            | ausgeschieden | ausgeschieden | ausgeschieden | ausgeschieden | ausgeschieden | ausgeschieden | ausgeschieden | ausgeschieden | ausgeschieden |
| Adham Hatem Elgamal Doha Hany | Doppel     | R. Tabeling / S. Piek      | 0:2 (9:21, 4:21)  | 38:126       | 4            | ausgeschieden | ausgeschieden | ausgeschieden | ausgeschieden | ausgeschieden | ausgeschieden | ausgeschieden | ausgeschieden | ausgeschieden |

### Bogenschießen
| Athleten                | Wettbewerb | Qualifikation | Qualifikation | 1. Runde   | 1. Runde | 2. Runde      | 2. Runde      | Achtelfinale  | Achtelfinale  | Viertelfinale | Viertelfinale | Halbfinale    | Halbfinale    | Finale        | Finale        | Rang          |
| Athleten                | Wettbewerb | Ringe         | Rang          | Gegner     | Ergebnis | Gegner        | Ergebnis      | Gegner        | Ergebnis      | Gegner        | Ergebnis      | Gegner        | Ergebnis      | Gegner        | Ergebnis      | Rang          |
| ----------------------- | ---------- | ------------- | ------------- | ---------- | -------- | ------------- | ------------- | ------------- | ------------- | ------------- | ------------- | ------------- | ------------- | ------------- | ------------- | ------------- |
| Frauen                  |            |               |               |            |          |               |               |               |               |               |               |               |               |               |               |               |
| Amal Adam               | Einzel     | 570           | 63            | Jang M.-h. | 0:6      | ausgeschieden | ausgeschieden | ausgeschieden | ausgeschieden | ausgeschieden | ausgeschieden | ausgeschieden | ausgeschieden | ausgeschieden | ausgeschieden | ausgeschieden |
| Männer                  |            |               |               |            |          |               |               |               |               |               |               |               |               |               |               |               |
| Youssof Tolba           | Einzel     | 645           | 56            | D. Gankin  | 4:6      | ausgeschieden | ausgeschieden | ausgeschieden | ausgeschieden | ausgeschieden | ausgeschieden | ausgeschieden | ausgeschieden | ausgeschieden | ausgeschieden | ausgeschieden |
| Mixed                   |            |               |               |            |          |               |               |               |               |               |               |               |               |               |               |               |
| Amal Adam Youssof Tolba | Mannschaft | 1215          | 29            | —          | —        | —             | —             | ausgeschieden | ausgeschieden | ausgeschieden | ausgeschieden | ausgeschieden | ausgeschieden | ausgeschieden | ausgeschieden | ausgeschieden |

### Boxen
| Athleten          | Wettbewerb                  | 1. Runde | 1. Runde | Achtelfinale   | Achtelfinale | Viertelfinale | Viertelfinale | Halbfinale    | Halbfinale    | Finale        | Finale        | Rang |
| Athleten          | Wettbewerb                  | Gegner   | Ergebnis | Gegner         | Ergebnis     | Gegner        | Ergebnis      | Gegner        | Ergebnis      | Gegner        | Ergebnis      | Rang |
| ----------------- | --------------------------- | -------- | -------- | -------------- | ------------ | ------------- | ------------- | ------------- | ------------- | ------------- | ------------- | ---- |
| Männer            |                             |          |          |                |              |               |               |               |               |               |               |      |
| Abdelrahman Oraby | Halbschwergewicht bis 81 kg | Freilos  | Freilos  | B. Whittaker   | 0:5          | ausgeschieden | ausgeschieden | ausgeschieden | ausgeschieden | ausgeschieden | ausgeschieden | 9    |
| Yousry Hafez      | Superschwergewicht ab 91 kg | Freilos  | Freilos  | Q. Qongqabajew | 0:5          | ausgeschieden | ausgeschieden | ausgeschieden | ausgeschieden | ausgeschieden | ausgeschieden | 9    |

### Fechten
| Athleten                                                          | Wettbewerb         | 1. Runde | 1. Runde | 2. Runde        | 2. Runde | Achtelfinale  | Achtelfinale  | Viertelfinale  | Viertelfinale | Halbfinale / Klassifikation | Halbfinale / Klassifikation | Finale / Platzierung | Finale / Platzierung | Rang          |
| Athleten                                                          | Wettbewerb         | Gegner   | Ergebnis | Gegner          | Ergebnis | Gegner        | Ergebnis      | Gegner         | Ergebnis      | Gegner                      | Ergebnis                    | Gegner               | Ergebnis             | Rang          |
| ----------------------------------------------------------------- | ------------------ | -------- | -------- | --------------- | -------- | ------------- | ------------- | -------------- | ------------- | --------------------------- | --------------------------- | -------------------- | -------------------- | ------------- |
| Frauen                                                            |                    |          |          |                 |          |               |               |                |               |                             |                             |                      |                      |               |
| Yara El-Sharkawy                                                  | Florett Einzel     | Freilos  | Freilos  | A. Errigo       | 2:15     | ausgeschieden | ausgeschieden | ausgeschieden  | ausgeschieden | ausgeschieden               | ausgeschieden               | ausgeschieden        | ausgeschieden        | ausgeschieden |
| Noha Hany                                                         | Florett Einzel     | Freilos  | Freilos  | Chen Q.         | 6:15     | ausgeschieden | ausgeschieden | ausgeschieden  | ausgeschieden | ausgeschieden               | ausgeschieden               | ausgeschieden        | ausgeschieden        | ausgeschieden |
| Nora Mohamed                                                      | Florett Einzel     | Freilos  | Freilos  | Y. Ueno         | 5:15     | ausgeschieden | ausgeschieden | ausgeschieden  | ausgeschieden | ausgeschieden               | ausgeschieden               | ausgeschieden        | ausgeschieden        | ausgeschieden |
| Yara El-Sharkawy Noha Hany Nora Mohamed Mariam Elzoheiry          | Florett Mannschaft | —        | —        | —               | —        | —             | —             | ROC            | 21:45         | Japan                       | 27:45                       | Ungarn               | 28:45                | 8             |
| Nada Hafez                                                        | Säbel Einzel       | Freilos  | Freilos  | Kim J.-y.       | 4:15     | ausgeschieden | ausgeschieden | ausgeschieden  | ausgeschieden | ausgeschieden               | ausgeschieden               | ausgeschieden        | ausgeschieden        | ausgeschieden |
| Männer                                                            |                    |          |          |                 |          |               |               |                |               |                             |                             |                      |                      |               |
| Mohamed El-Sayed                                                  | Degen Einzel       | Freilos  | Freilos  | Y. Borel        | 15:11    | Lan M.        | 15:9          | I. Rejslin     | 13:15         | ausgeschieden               | ausgeschieden               | ausgeschieden        | ausgeschieden        | ausgeschieden |
| Alaaeldin Abouelkassem                                            | Florett Einzel     | Freilos  | Freilos  | B. Kleibrink    | 15:11    | W. Mylnikow   | 15:12         | T. Shikine     | 13:15         | ausgeschieden               | ausgeschieden               | ausgeschieden        | ausgeschieden        | ausgeschieden |
| Mohamed Hamza                                                     | Florett Einzel     | Freilos  | Freilos  | M. Mepstead     | 15:13    | A. Cassarà    | 15:13         | A. Choupenitch | 9:15          | ausgeschieden               | ausgeschieden               | ausgeschieden        | ausgeschieden        | ausgeschieden |
| Mohamed Hassan                                                    | Florett Einzel     | Freilos  | Freilos  | D. Garozzo      | 6:15     | ausgeschieden | ausgeschieden | ausgeschieden  | ausgeschieden | ausgeschieden               | ausgeschieden               | ausgeschieden        | ausgeschieden        | ausgeschieden |
| Alaaeldin Abouelkassem Mohamed Hassan Mohamed Hamza Youssef Sanaa | Florett Mannschaft | —        | —        | —               | —        | —             | —             | Frankreich     | 34:45         | Italien                     | 34:45                       | Hongkong             | 21:45                | 8             |
| Mohamed Amer                                                      | Säbel Einzel       | Freilos  | Freilos  | D. Homer        | 15:11    | Oh S.-u.      | 9:15          | ausgeschieden  | ausgeschieden | ausgeschieden               | ausgeschieden               | ausgeschieden        | ausgeschieden        | ausgeschieden |
| Ziad El-Sissy                                                     | Säbel Einzel       | Freilos  | Freilos  | W. Reschetnikow | 15:13    | S. Basadse    | 12:15         | ausgeschieden  | ausgeschieden | ausgeschieden               | ausgeschieden               | ausgeschieden        | ausgeschieden        | ausgeschieden |
| Mohab Samer                                                       | Säbel Einzel       | Freilos  | Freilos  | S. Basadse      | 10:15    | ausgeschieden | ausgeschieden | ausgeschieden  | ausgeschieden | ausgeschieden               | ausgeschieden               | ausgeschieden        | ausgeschieden        | ausgeschieden |
| Mohamed Amer Ziad El-Sissy Medhat Moataz Mohab Samer              | Säbel Mannschaft   | —        | —        | —               | —        | Japan         | 45:32         | Südkorea       | 39:45         | ROC                         | 45:41                       | Iran                 | 45:41                | 5             |

### Fußball
| Wettbewerb      | Männer (Spiele/Tore) |
| --------------- | --- |
| Athleten        | Ibrahim Adel (3/0) Emam Ashour (3/0) Mohamed El Shenawy (4/0) Karim Eraky (4/0) Ahmed Fotouh (4/0) Karim Fouad (2/0) Osama Galal (3/0) Ammar Hamdy (4/1) Mahmoud Hamdy (4/0) Ahmed Hegazy (4/0) Nasser Mansy (2/0) Taher Mohamed (4/0) Salah Mohsen (4/0) Ahmed Ramadan (1/0) Ahmed Rayan (4/1) Mohamed Sobhy Ramadan Sobhy (4/0) Akram Tawfik (4/0) |
| Trainer         | Shawky Gharib |
| P-Akkreditierte | Mohamed Abdel Salam Mahmoud Gad Nasser Maher (3/0) Abdel Rahman |
| Gruppenphase    | Spanien (0:0) Argentinien (0:1) Australien (2:0) |
| Viertelfinale   | Brasilien (0:1) |
| Halbfinale      | ausgeschieden |
| Finale          | ausgeschieden |
| Platzierung     | ausgeschieden |

### Handball
| Wettbewerb       | Männer (Spiele/Tore) |
| ---------------- | --- |
| Athleten         | Yahia Omar (8/38) Ahmed Hesham (8/28) Ibrahim El-Masry (8/1) Wisam Nawar (3/1) Omar El-Wakil (8/20) Yehia El-Deraa (8/22) Hassan Kaddah (8/9) Seif El-Deraa (8/7) Ahmed El-Ahmar (8/36) Ahmed Mesilhy (6/9) Karim Hendawy (8/0) Mohamed Mamdouh Shebib (8/21) Ali Zein (7/20) Mohammad Sanad (8/26) Mohamed El-Tayar (8/1) |
| Trainer          | Roberto García Parrondo |
| Gruppenphase     | Portugal (37:31) Dänemark (27:32) Japan (33:29) Schweden (27:22) Bahrain (30:20) |
| Viertelfinale    | Deutschland (31:26) |
| Halbfinale       | Frankreich (23:27) |
| Spiel um Platz 3 | Spanien (31:33) |
| Platzierung      | 4. Platz |

### Judo
| Athleten             | Wettbewerb | 1. Runde   | 1. Runde | 2. Runde   | 2. Runde | Achtelfinale    | Achtelfinale  | Viertelfinale | Viertelfinale | Halbfinale / Trostrunde | Halbfinale / Trostrunde | Finale / Platz 3 | Finale / Platz 3 | Rang |
| Athleten             | Wettbewerb | Gegner     | Ergebnis | Gegner     | Ergebnis | Gegner          | Ergebnis      | Gegner        | Ergebnis      | Gegner                  | Ergebnis                | Gegner           | Ergebnis         | Rang |
| -------------------- | ---------- | ---------- | -------- | ---------- | -------- | --------------- | ------------- | ------------- | ------------- | ----------------------- | ----------------------- | ---------------- | ---------------- | ---- |
| Männer               |            |            |          |            |          |                 |               |               |               |                         |                         |                  |                  |      |
| Mohamed Abdelmawgoud | bis 66 kg  | D. Cargnin | 0s1:10s1 | —          | —        | ausgeschieden   | ausgeschieden | ausgeschieden | ausgeschieden | ausgeschieden           | ausgeschieden           | ausgeschieden    | ausgeschieden    | 17   |
| Mohamed Abdelaal     | bis 81 kg  | A. Ungvári | 10s2:0s3 | C. Parlati | 0:11     | ausgeschieden   | ausgeschieden | ausgeschieden | ausgeschieden | ausgeschieden           | ausgeschieden           | ausgeschieden    | ausgeschieden    | 17   |
| Ramadan Darwish      | bis 100 kg | S. Hussain | 10s1:0s3 | —          | —        | W. Liparteliani | 0s3:10s1      | ausgeschieden | ausgeschieden | ausgeschieden           | ausgeschieden           | ausgeschieden    | ausgeschieden    | 9    |

### Kanu

#### Kanurennsport
| Athleten     | Wettbewerb | Vorlauf      | Vorlauf | Viertelfinale | Viertelfinale | Halbfinale    | Halbfinale    | Finale        | Finale        | Rang          |
| Athleten     | Wettbewerb | Zeit         | Rang    | Zeit          | Rang          | Zeit          | Rang          | Zeit          | Rang          | Rang          |
| ------------ | ---------- | ------------ | ------- | ------------- | ------------- | ------------- | ------------- | ------------- | ------------- | ------------- |
| Frauen       |            |              |         |               |               |               |               |               |               |               |
| Samaa Ahmed  | K-1 200 m  | 47,272 s     | 7       | 47,882 s      | 7             | ausgeschieden | ausgeschieden | ausgeschieden | ausgeschieden | ausgeschieden |
| Samaa Ahmed  | K-1 500 m  | 2:13,007 min | 7       | 2:06,033 min  | 5             | ausgeschieden | ausgeschieden | ausgeschieden | ausgeschieden | ausgeschieden |
| Männer       |            |              |         |               |               |               |               |               |               |               |
| Momen Mahran | K-1 200 m  | 38,850 s     | 5       | 37,836 s      | 4             | ausgeschieden | ausgeschieden | ausgeschieden | ausgeschieden | ausgeschieden |

### Karate

#### Kumite
| Athleten          | Wettbewerb        | Gruppenphase | Gruppenphase | Halbfinale    | Halbfinale    | Finale        | Finale        | Rang   |
| Athleten          | Wettbewerb        | Punkte       | Rang         | Gegner        | Ergebnis      | Gegner        | Ergebnis      | Rang   |
| ----------------- | ----------------- | ------------ | ------------ | ------------- | ------------- | ------------- | ------------- | ------ |
| Frauen            |                   |              |              |               |               |               |               |        |
| Radwa Sayed       | Kumite bis 55 kg  | 2            | 5            | ausgeschieden | ausgeschieden | ausgeschieden | ausgeschieden | 9      |
| Giana Farouk      | Kumite bis 61 kg  | 6            | 2            | X. Yin        | 1:1           | ausgeschieden | ausgeschieden | Bronze |
| Feryal Abdelaziz  | Kumite über 61 kg | 5            | 1            | S. Berulzewa  | 5:4           | I. Zaretska   | 2:0           | Gold   |
| Männer            |                   |              |              |               |               |               |               |        |
| Ali El-Sawy       | Kumite bis 67 kg  | 2            | 3            | ausgeschieden | ausgeschieden | ausgeschieden | ausgeschieden | 5      |
| Abdalla Abdelaziz | Kumite bis 75 kg  | 2            | 5            | ausgeschieden | ausgeschieden | ausgeschieden | ausgeschieden | 9      |

### Leichtathletik
Springen und Werfen 
| Athleten            | Wettbewerb  | Qualifikation | Qualifikation | Finale        | Finale        | Rang |
| Athleten            | Wettbewerb  | Weite/Höhe    | Rang          | Weite/Höhe    | Rang          | Rang |
| ------------------- | ----------- | ------------- | ------------- | ------------- | ------------- | ---- |
| Männer              |             |               |               |               |               |      |
| Ihab Abdelrahman    | Speerwurf   | 81,92 m       | 13            | ausgeschieden | ausgeschieden | 13   |
| Mostafa el-Gamel    | Hammerwurf  | 72,76 m       | 23            | ausgeschieden | ausgeschieden | 23   |
| Mostafa Amr Hassan  | Kugelstoßen | 21,23 m       | 6             | 20,73 m       | 8             | 8    |
| Mohamed Magdi Hamza | Kugelstoßen | 19,82 m       | 25            | ausgeschieden | ausgeschieden | 25   |

### Moderner Fünfkampf
| Athleten       | Wettbewerb | Fechten | Fechten | Schwimmen   | Schwimmen | Reiten  | Reiten | Combined     | Combined | Punkte | Rang   |
| Athleten       | Wettbewerb | Bilanz  | Punkte  | Zeit        | Punkte    | Zeit    | Punkte | Zeit         | Punkte   | Punkte | Rang   |
| -------------- | ---------- | ------- | ------- | ----------- | --------- | ------- | ------ | ------------ | -------- | ------ | ------ |
| Frauen         |            |         |         |             |           |         |        |              |          |        |        |
| Amira Kandil   | Einzel     | 18+1    | 199     | 2:15,14 min | 280       | 99,78 s | 250    | 13:28,34 min | 492      | 1221   | 29     |
| Haydy Morsy    | Einzel     | 20+0    | 221     | 2:24,35 min | 262       | 80,91 s | 293    | 13:07,69 min | 513      | 1289   | 19     |
| Männer         |            |         |         |             |           |         |        |              |          |        |        |
| Ahmed Hamed    | Einzel     | 16+0    | 196     | 2:06,58 min | 297       | 80,20 s | 279    | 11:25,85 min | 615      | 1387   | 24     |
| Ahmed El-Gendy | Einzel     | 18+1    | 209     | 1:57,13 min | 316       | 82,54 s | 284    | 10:32,47 min | 668      | 1477   | Silber |

### Radsport

#### Bahn
| Frauen        |        |    |     |   |    |   |    |     |     |     |     |
| Ebtisam Zayed | Omnium | 16 | DNF | 6 | 18 | 8 | 17 | −20 | DNF | DNF | DNF |

### Reiten

#### Springreiten
| Athleten                                                                                          | Wettbewerb | Strafpunkte   | Strafpunkte   | Strafpunkte   | Strafpunkte   | Strafpunkte   | Strafpunkte   | Rang |
| Athleten                                                                                          | Wettbewerb | Einzelwertung | Einzelwertung | Einzelwertung | Nationenpreis | Nationenpreis | Nationenpreis | Rang |
| Athleten                                                                                          | Wettbewerb | 1. Umlauf     | 2. Umlauf     | Stechen       | 1. Umlauf     | 2. Umlauf     | Stechen       | Rang |
| ------------------------------------------------------------------------------------------------- | ---------- | ------------- | ------------- | ------------- | ------------- | ------------- | ------------- | ---- |
| Nayel Nassar mit Igor van de Wittemoere                                                           | Einzel     | 0,00          | 13,00         | —             | —             | —             | —             | 24   |
| Abdel Said mit Bandit Savoie                                                                      | Einzel     | 15,00         | ausgeschieden | ausgeschieden | —             | —             | —             | 62   |
| Mouda Zeyada mit Galanthos SHK                                                                    | Einzel     | 1,00          | 8,00          | —             | —             | —             | —             | 19   |
| Nayel Nassar mit Igor van de Wittemoere Mohamed Talaat mit Darshan Mouda Zeyada mit Galanthos SHK | Mannschaft | —             | —             | —             | 29,00         | ausgeschieden | ausgeschieden | 11   |

### Ringen

#### Freier Stil
Legende: G = Gewonnen, V = Verloren, S = Schultersieg
| Athleten        | Wettbewerb        | Achtelfinale     | Achtelfinale | Viertelfinale | Viertelfinale | Halbfinale    | Halbfinale    | Hoffnungsrunde Halbfinale | Hoffnungsrunde Halbfinale | Hoffnungsrunde Finale | Hoffnungsrunde Finale | Finale        | Finale        | Rang |
| Athleten        | Wettbewerb        | Gegner           | Ergebnis     | Gegner        | Ergebnis      | Gegner        | Ergebnis      | Gegner                    | Ergebnis                  | Gegner                | Ergebnis              | Gegner        | Ergebnis      | Rang |
| --------------- | ----------------- | ---------------- | ------------ | ------------- | ------------- | ------------- | ------------- | ------------------------- | ------------------------- | --------------------- | --------------------- | ------------- | ------------- | ---- |
| Frauen          |                   |                  |              |               |               |               |               |                           |                           |                       |                       |               |               |      |
| Enas Mostafa    | Klasse bis 68 kg  | A. Schell        | V 0:7        | ausgeschieden | ausgeschieden | ausgeschieden | ausgeschieden | ausgeschieden             | ausgeschieden             | ausgeschieden         | ausgeschieden         | ausgeschieden | ausgeschieden | 14   |
| Samar Amer      | Klasse bis 76 kg  | N. Worobjowa     | V 12:16      | ausgeschieden | ausgeschieden | ausgeschieden | ausgeschieden | ausgeschieden             | ausgeschieden             | ausgeschieden         | ausgeschieden         | ausgeschieden | ausgeschieden | 10   |
| Männer          |                   |                  |              |               |               |               |               |                           |                           |                       |                       |               |               |      |
| Amr Reda Hussen | Klasse bis 74 kg  | K. Rybicki       | G 6:1        | D. Kaisanow   | V 5:8         | ausgeschieden | ausgeschieden | ausgeschieden             | ausgeschieden             | ausgeschieden         | ausgeschieden         | ausgeschieden | ausgeschieden | 7    |
| Diaaeldin Kamal | Klasse bis 125 kg | G. Petriaschwili | V 0:11       | ausgeschieden | ausgeschieden | ausgeschieden | ausgeschieden | Deng Z.                   | V 2:7                     | ausgeschieden         | ausgeschieden         | ausgeschieden | ausgeschieden | 10   |

#### Griechisch-römischer Stil
Legende: G = Gewonnen, V = Verloren, S = Schultersieg
| Athleten                 | Wettbewerb        | Achtelfinale   | Achtelfinale | Viertelfinale | Viertelfinale | Halbfinale    | Halbfinale    | Hoffnungsrunde Halbfinale | Hoffnungsrunde Halbfinale | Hoffnungsrunde Finale | Hoffnungsrunde Finale | Finale        | Finale        | Rang   |
| Athleten                 | Wettbewerb        | Gegner         | Ergebnis     | Gegner        | Ergebnis      | Gegner        | Ergebnis      | Gegner                    | Ergebnis                  | Gegner                | Ergebnis              | Gegner        | Ergebnis      | Rang   |
| ------------------------ | ----------------- | -------------- | ------------ | ------------- | ------------- | ------------- | ------------- | ------------------------- | ------------------------- | --------------------- | --------------------- | ------------- | ------------- | ------ |
| Männer                   |                   |                |              |               |               |               |               |                           |                           |                       |                       |               |               |        |
| Haithem Mahmoud          | Klasse bis 60 kg  | S. Jemelin     | V 6:7        | ausgeschieden | ausgeschieden | ausgeschieden | ausgeschieden | ausgeschieden             | ausgeschieden             | ausgeschieden         | ausgeschieden         | ausgeschieden | ausgeschieden | 9      |
| Mohamed Ibrahim El-Sayed | Klasse bis 67 kg  | Ryu H.-s.      | G 7:6        | K. Aslanjan   | G 7:7         | P. Nassibow   | V 6:7         | —                         | —                         | A. Surkow             | G 1:1                 | ausgeschieden | ausgeschieden | Bronze |
| Mohamed Metwally         | Klasse bis 87 kg  | K. Maskewitsch | G 9:1        | D. Grégorich  | G 4S:0        | V. Lőrincz    | V 2:9         | —                         | —                         | D. Kudla              | V 1:8S                | ausgeschieden | ausgeschieden | 5      |
| Abdellatif Mohamed       | Klasse bis 130 kg | S. Semjonow    | V 1:3        | ausgeschieden | ausgeschieden | ausgeschieden | ausgeschieden | ausgeschieden             | ausgeschieden             | ausgeschieden         | ausgeschieden         | ausgeschieden | ausgeschieden | 9      |

### Rudern
| Athleten             | Wettbewerb | Vorlauf     | Vorlauf | Vorlauf       | Hoffnungslauf / Viertelfinale | Hoffnungslauf / Viertelfinale | Hoffnungslauf / Viertelfinale | Halbfinale  | Halbfinale | Halbfinale    | Finale      | Finale | Rang |
| Athleten             | Wettbewerb | Zeit        | Platz   | Qualifikation | Zeit                          | Platz                         | Qualifikation                 | Zeit        | Platz      | Qualifikation | Zeit        | Platz  | Rang |
| -------------------- | ---------- | ----------- | ------- | ------------- | ----------------------------- | ----------------------------- | ----------------------------- | ----------- | ---------- | ------------- | ----------- | ------ | ---- |
| Männer               |            |             |         |               |                               |                               |                               |             |            |               |             |        |      |
| Abdelkhalek El-Banna | Einer      | 7:03,44 min | 3       | Viertelfinale | 7:32,86 min                   | 5                             | Halbfinale C/D                | 6:58,84 min | 2          | Finale C      | 7:00,72 min | 2      | 14   |

### Schießen
| Athleten                           | Wettbewerb                               | Qualifikation   | Qualifikation | Finale          | Finale        | Rang |
| Athleten                           | Wettbewerb                               | Ringe/ Scheiben | Rang          | Ringe/ Scheiben | Rang          | Rang |
| ---------------------------------- | ---------------------------------------- | --------------- | ------------- | --------------- | ------------- | ---- |
| Frauen                             |                                          |                 |               |                 |               |      |
| Alzahraa Shaban                    | Kleinkaliber Dreistellungskampf 50 Meter | 1138 / 36       | 35            | ausgeschieden   | ausgeschieden | 35   |
| Alzahraa Shaban                    | Luftgewehr 10 Meter                      | 620,0           | 38            | ausgeschieden   | ausgeschieden | 38   |
| Radwa Abdel Latif                  | Luftpistole 10 Meter                     | 560             | 40            | ausgeschieden   | ausgeschieden | 40   |
| Hala El-Gohari                     | Luftpistole 10 Meter                     | 560             | 41            | ausgeschieden   | ausgeschieden | 41   |
| Maggy Ashmawy                      | Trap                                     | 113             | 22            | ausgeschieden   | ausgeschieden | 22   |
| Männer                             |                                          |                 |               |                 |               |      |
| Osama El-Saeid                     | Kleinkaliber Dreistellungskampf 50 Meter | 1139            | 38            | ausgeschieden   | ausgeschieden | 38   |
| Osama El-Saeid                     | Luftgewehr 10 Meter                      | 618,8           | 42            | ausgeschieden   | ausgeschieden | 42   |
| Youssef Helmy Makkar               | Luftgewehr 10 Meter                      | 612,0           | 45            | ausgeschieden   | ausgeschieden | 45   |
| Samy Abdel Razek                   | Luftpistole 10 Meter                     | 567             | 31            | ausgeschieden   | ausgeschieden | 31   |
| Abdel-Aziz Mehelba                 | Trap                                     | 121             | 16            | ausgeschieden   | ausgeschieden | 16   |
| Ahmed Zaher                        | Trap                                     | 120             | 19            | ausgeschieden   | ausgeschieden | 19   |
| Mostafa Hamdy                      | Skeet                                    | 112             | 29            | ausgeschieden   | ausgeschieden | 29   |
| Azmy Mehelba                       | Skeet                                    | 120             | 19            | ausgeschieden   | ausgeschieden | 19   |
| Mixed                              |                                          |                 |               |                 |               |      |
| Osama El-Saeid Alzahraa Shaban     | Luftgewehr 10 Meter                      | 617,5           | 28            | ausgeschieden   | ausgeschieden | 28   |
| Samy Abdel Razek Radwa Abdel Latif | Luftpistole 10 Meter                     | 563             | 18            | ausgeschieden   | ausgeschieden | 18   |
| Abdel-Aziz Mehelba Maggy Ashmawy   | Trap                                     | 138             | 16            | ausgeschieden   | ausgeschieden | 16   |

### Schwimmen
| Athleten        | Wettbewerb          | Vorlauf     | Vorlauf | Halbfinale    | Halbfinale    | Finale        | Finale        | Rang |
| Athleten        | Wettbewerb          | Zeit        | Rang    | Zeit          | Rang          | Zeit          | Rang          | Rang |
| --------------- | ------------------- | ----------- | ------- | ------------- | ------------- | ------------- | ------------- | ---- |
| Frauen          |                     |             |         |               |               |               |               |      |
| Farida Osman    | 50 m Freistil       | 25,13 s     | 24      | ausgeschieden | ausgeschieden | ausgeschieden | ausgeschieden | 24   |
| Farida Osman    | 100 m Freistil      | 55,74 s     | 33      | ausgeschieden | ausgeschieden | ausgeschieden | ausgeschieden | 33   |
| Farida Osman    | 100 m Schmetterling | 58,69 s     | 20      | ausgeschieden | ausgeschieden | ausgeschieden | ausgeschieden | 20   |
| Männer          |                     |             |         |               |               |               |               |      |
| Ali Khalafalla  | 50 m Freistil       | 22,22 s     | 24      | ausgeschieden | ausgeschieden | ausgeschieden | ausgeschieden | 24   |
| Ali Khalafalla  | 100 m Freistil      | 49,31 s     | 30      | ausgeschieden | ausgeschieden | ausgeschieden | ausgeschieden | 30   |
| Marwan Elkamash | 400 m Freistil      | 3:46,94 min | 14      | —             | —             | ausgeschieden | ausgeschieden | 14   |
| Marwan Elkamash | 800 m Freistil      | 7:52,76 min | 16      | —             | —             | ausgeschieden | ausgeschieden | 16   |
| Marwan Elkamash | 1500 m Freistil     | DNS         | DNS     | DNS           | DNS           | DNS           | DNS           | —    |
| Youssef Ramadan | 100 m Schmetterling | 51,67 s     | 14      | 52,27 s       | 16            | ausgeschieden | ausgeschieden | 16   |

### Segeln
| Athleten       | Wettbewerb   | Qualifikation | Qualifikation | Medal Race    | Medal Race    | Punkte | Rang |
| Athleten       | Wettbewerb   | Punkte        | Rang          | Punkte        | Rang          | Punkte | Rang |
| -------------- | ------------ | ------------- | ------------- | ------------- | ------------- | ------ | ---- |
| Frauen         |              |               |               |               |               |        |      |
| Khouloud Mansy | Laser Radial | 347           | 41            | ausgeschieden | ausgeschieden | 347    | 41   |
| Männer         |              |               |               |               |               |        |      |
| Aly Badawy     | Laser        | 283           | 34            | ausgeschieden | ausgeschieden | 283    | 34   |

### Synchronschwimmen
| Athletinnen                                                                                             | Wettbewerb | Qualifikation     | Qualifikation     | Qualifikation  | Qualifikation  | Qualifikation | Qualifikation | Finale         | Finale         | Finale           | Finale           |
| Athletinnen                                                                                             | Wettbewerb | Technische Kür TK | Technische Kür TK | Freie Kür FK-Q | Freie Kür FK-Q | Gesamt        | Gesamt        | Freie Kür FK-F | Freie Kür FK-F | Gesamt TK + FK-F | Gesamt TK + FK-F |
| Athletinnen                                                                                             | Wettbewerb | Punkte            | Rang              | Punkte         | Rang           | Punkte        | Rang          | Punkte         | Rang           | Punkte           | Rang             |
| --- | ---------- | ----------------- | ----------------- | -------------- | -------------- | ------------- | ------------- | -------------- | -------------- | ---------------- | ---------------- |
| Frauen                                                                                                  |            |                   |                   |                |                |               |               |                |                |                  |                  |
| Hanna Hiekal Laila Mohsen                                                                               | Duett      | 78,9000           | 20                | 77,8625        | 19             | 156,7625      | 19            | ausgeschieden  | ausgeschieden  | ausgeschieden    | ausgeschieden    |
| Laila Mohsen Nora Azmy Hanna Hiekal Maryam Maghraby Farida Radwan Nehal Saafan Shahd Samer Jayda Sharaf | Mannschaft | 77,9147           | 8                 | –              | –              | –             | –             | 80,0000        | 8              | 157,9147         | 8                |

### Taekwondo
| Athleten         | Wettbewerb       | Achtelfinale  | Achtelfinale | Viertelfinale | Viertelfinale | Hoffnungsrunde Halbfinale | Hoffnungsrunde Halbfinale | Halbfinale    | Halbfinale    | Hoffnungsrunde Finale | Hoffnungsrunde Finale | Finale        | Finale        | Rang   |
| Athleten         | Wettbewerb       | Gegner        | Erg.         | Gegner        | Erg.          | Gegner                    | Erg.                      | Gegner        | Erg.          | Gegner                | Erg.                  | Gegner        | Erg.          | Rang   |
| ---------------- | ---------------- | ------------- | ------------ | ------------- | ------------- | ------------------------- | ------------------------- | ------------- | ------------- | --------------------- | --------------------- | ------------- | ------------- | ------ |
| Frauen           |                  |               |              |               |               |                           |                           |               |               |                       |                       |               |               |        |
| Nour Abdelsalam  | Klasse bis 49 kg | R. Yıldırım   | 20:21        | ausgeschieden | ausgeschieden | ausgeschieden             | ausgeschieden             | ausgeschieden | ausgeschieden | ausgeschieden         | ausgeschieden         | ausgeschieden | ausgeschieden | 11     |
| Hedaya Malak     | Klasse bis 67 kg | M. Wiet-Hénin | 11:10        | L. Williams   | 12:13         | M. Paseka                 | 19:0                      | ausgeschieden | ausgeschieden | P. McPherson          | 17:6                  | ausgeschieden | ausgeschieden | Bronze |
| Männer           |                  |               |              |               |               |                           |                           |               |               |                       |                       |               |               |        |
| Abdelrahman Wael | Klasse bis 68 kg | J. Pérez      | 22:20        | N. Husić      | 7:8           | ausgeschieden             | ausgeschieden             | ausgeschieden | ausgeschieden | ausgeschieden         | ausgeschieden         | ausgeschieden | ausgeschieden | 9      |
| Seif Eissa       | Klasse bis 80 kg | J. Marton     | 11:1         | S. Alessio    | 6:5           | —                         | —                         | M. Chramzow   | 1:13          | R. Ordemann           | 12:4                  | ausgeschieden | ausgeschieden | Bronze |

### Tennis
| Athleten       | Wettbewerb | 1. Runde    | 1. Runde  | 2. Runde      | 2. Runde      | Achtelfinale  | Achtelfinale  | Viertelfinale | Viertelfinale | Halbfinale    | Halbfinale    | Finale / Platz 3 | Finale / Platz 3 |
| Athleten       | Wettbewerb | Gegner      | Ergebnis  | Gegner        | Ergebnis      | Gegner        | Ergebnis      | Gegner        | Ergebnis      | Gegner        | Ergebnis      | Gegner           | Ergebnis         |
| -------------- | ---------- | ----------- | --------- | ------------- | ------------- | ------------- | ------------- | ------------- | ------------- | ------------- | ------------- | ---------------- | ---------------- |
| Frauen         |            |             |           |               |               |               |               |               |               |               |               |                  |                  |
| Mayar Sherif   | Einzel     | R. Peterson | 5:7, 6:71 | ausgeschieden | ausgeschieden | ausgeschieden | ausgeschieden | ausgeschieden | ausgeschieden | ausgeschieden | ausgeschieden | ausgeschieden    | ausgeschieden    |
| Männer         |            |             |           |               |               |               |               |               |               |               |               |                  |                  |
| Mohamed Safwat | Einzel     | D. E. Galán | 5:7, 1:6  | ausgeschieden | ausgeschieden | ausgeschieden | ausgeschieden | ausgeschieden | ausgeschieden | ausgeschieden | ausgeschieden | ausgeschieden    | ausgeschieden    |

### Tischtennis
| Athleten                                   | Wettbewerb | 1. Runde     | 1. Runde | 2. Runde          | 2. Runde      | 3. Runde      | 3. Runde      | Achtelfinale              | Achtelfinale  | Viertelfinale | Viertelfinale | Halbfinale    | Halbfinale    | Finale/Platz 3 | Finale/Platz 3 | Rang  |
| Athleten                                   | Wettbewerb | Gegner       | Erg.     | Gegner            | Erg.          | Gegner        | Erg.          | Gegner                    | Erg.          | Gegner        | Erg.          | Gegner        | Erg.          | Gegner         | Erg.           | Rang  |
| ------------------------------------------ | ---------- | ------------ | -------- | ----------------- | ------------- | ------------- | ------------- | ------------------------- | ------------- | ------------- | ------------- | ------------- | ------------- | -------------- | -------------- | ----- |
| Frauen                                     |            |              |          |                   |               |               |               |                           |               |               |               |               |               |                |                |       |
| Dina Meshref                               | Einzel     | —            | —        | Natalia Partyka   | 4:2           | Britt Eerland | 3:4           | ausgeschieden             | ausgeschieden | ausgeschieden | ausgeschieden | ausgeschieden | ausgeschieden | ausgeschieden  | ausgeschieden  | 17–32 |
| Yousra Helmy                               | Einzel     | Yuan Jia Nan | 0:4      | ausgeschieden     | ausgeschieden | ausgeschieden | ausgeschieden | ausgeschieden             | ausgeschieden | ausgeschieden | ausgeschieden | ausgeschieden | ausgeschieden | ausgeschieden  | ausgeschieden  | 49–64 |
| Dina Meshref Yousra Helmy Farah Abdel-Aziz | Mannschaft | —            | —        | —                 | —             | —             | —             | Rumänien                  | 0:3           | ausgeschieden | ausgeschieden | ausgeschieden | ausgeschieden | ausgeschieden  | ausgeschieden  | 9–16  |
| Männer                                     |            |              |          |                   |               |               |               |                           |               |               |               |               |               |                |                |       |
| Omar Assar                                 | Einzel     | —            | —        | Kou Lei           | 4:3           | Mattias Falck | 4:3           | Chuang Chih-Yuan          | 4:3           | Ma Long       | 1:4           | ausgeschieden | ausgeschieden | ausgeschieden  | ausgeschieden  | 5–8   |
| Ahmed Saleh                                | Einzel     | —            | —        | Panagiotis Gionis | 1:4           | ausgeschieden | ausgeschieden | ausgeschieden             | ausgeschieden | ausgeschieden | ausgeschieden | ausgeschieden | ausgeschieden | ausgeschieden  | ausgeschieden  | 33–48 |
| Omar Assar Ahmed Saleh Khalid Assar        | Mannschaft | —            | —        | —                 | —             | —             | —             | Volksrepublik China       | 0:3           | ausgeschieden | ausgeschieden | ausgeschieden | ausgeschieden | ausgeschieden  | ausgeschieden  | 9–16  |
| Mixed                                      |            |              |          |                   |               |               |               |                           |               |               |               |               |               |                |                |       |
| Omar Assar Dina Meshref                    | Doppel     | —            | —        | —                 | —             | —             | —             | Lee Sang-su / Jeon Ji-hee | 1:4           | ausgeschieden | ausgeschieden | ausgeschieden | ausgeschieden | ausgeschieden  | ausgeschieden  | 9–16  |

### Triathlon
| Athleten           | Wettbewerb | Zeit | Rang |
| ------------------ | ---------- | ---- | ---- |
| Frauen             |            |      |      |
| Basmla Elsalamoney | Einzel     | LAP  | LAP  |

### Turnen

#### Gerätturnen
| Athleten      | Wettbewerb       | Qualifikation | Qualifikation | Finale        | Finale        | Rang |
| Athleten      | Wettbewerb       | Punkte        | Rang          | Punkte        | Rang          | Rang |
| ------------- | ---------------- | ------------- | ------------- | ------------- | ------------- | ---- |
| Frauen        |                  |               |               |               |               |      |
| Mandy Mohamed | Boden            | 12,833        | 38            | ausgeschieden | ausgeschieden | 38   |
| Zeina Ibrahim | Boden            | 11,700        | 78            | ausgeschieden | ausgeschieden | 78   |
| Mandy Mohamed | Schwebebalken    | 11,200        | 82            | ausgeschieden | ausgeschieden | 82   |
| Zeina Ibrahim | Schwebebalken    | 11,866        | 70            | ausgeschieden | ausgeschieden | 70   |
| Mandy Mohamed | Sprung           | 13,233        | —             | ausgeschieden | ausgeschieden | —    |
| Zeina Ibrahim | Sprung           | 13,200        | —             | ausgeschieden | ausgeschieden | —    |
| Mandy Mohamed | Stufenbarren     | 11,600        | 73            | ausgeschieden | ausgeschieden | 73   |
| Zeina Ibrahim | Stufenbarren     | 12,500        | 60            | ausgeschieden | ausgeschieden | 60   |
| Mandy Mohamed | Mehrkampf Einzel | 48,866        | 67            | ausgeschieden | ausgeschieden | 67   |
| Zeina Ibrahim | Mehrkampf Einzel | 49,266        | 64            | ausgeschieden | ausgeschieden | 64   |
| Männer        |                  |               |               |               |               |      |
| Omar Mohamed  | Barren           | 13,300        | 58            | ausgeschieden | ausgeschieden | 58   |
| Omar Mohamed  | Boden            | 13,233        | 54            | ausgeschieden | ausgeschieden | 54   |
| Omar Mohamed  | Pauschenpferd    | 13,000        | 46            | ausgeschieden | ausgeschieden | 46   |
| Omar Mohamed  | Reck             | 13,033        | 49            | ausgeschieden | ausgeschieden | 49   |
| Omar Mohamed  | Ringe            | 12,500        | 66            | ausgeschieden | ausgeschieden | 66   |
| Omar Mohamed  | Sprung           | 13,800        | —             | ausgeschieden | ausgeschieden | —    |
| Omar Mohamed  | Mehrkampf Einzel | 78,866        | 51            | ausgeschieden | ausgeschieden | 51   |

#### Rhythmische Sportgymnastik
| Athletinnen                                                   | Wettbewerb | Qualifikation | Qualifikation | Finale        | Finale        | Rang |
| Athletinnen                                                   | Wettbewerb | Punkte        | Rang          | Punkte        | Rang          | Rang |
| ------------------------------------------------------------- | ---------- | ------------- | ------------- | ------------- | ------------- | ---- |
| Frauen                                                        |            |               |               |               |               |      |
| Habiba Marzouk                                                | Einzel     | 73,350        | 25            | ausgeschieden | ausgeschieden | 25   |
| Login Elsasyed Polina Fouda Salma Saleh Malak Selim Tia Sobhy | Gruppe     | 69,350        | 13            | ausgeschieden | ausgeschieden | 13   |

#### Trampolinturnen
| Athleten    | Wettbewerb | Qualifikation | Qualifikation | Finale        | Finale        | Rang |
| Athleten    | Wettbewerb | Punkte        | Rang          | Punkte        | Rang          | Rang |
| ----------- | ---------- | ------------- | ------------- | ------------- | ------------- | ---- |
| Frauen      |            |               |               |               |               |      |
| Malak Hamza | Einzel     | 94,720        | 9             | ausgeschieden | ausgeschieden | 9    |
| Männer      |            |               |               |               |               |      |
| Seif Sherif | Einzel     | 96,190        | 10            | ausgeschieden | ausgeschieden | 10   |

### Wasserspringen
| Athleten       | Wettbewerb        | Vorkampf | Vorkampf | Halbfinale    | Halbfinale    | Finale        | Finale        | Rang |
| Athleten       | Wettbewerb        | Punkte   | Rang     | Punkte        | Rang          | Punkte        | Rang          | Rang |
| -------------- | ----------------- | -------- | -------- | ------------- | ------------- | ------------- | ------------- | ---- |
| Frauen         |                   |          |          |               |               |               |               |      |
| Maha Gouda     | Turmspringen 10 m | 275,30   | 20       | ausgeschieden | ausgeschieden | ausgeschieden | ausgeschieden | 20   |
| Männer         |                   |          |          |               |               |               |               |      |
| Mohab El-Kordy | Kunstspringen 3 m | 422,75   | 12       | 408,85        | 11            | 393,15        | 11            | 11   |
| Mohab El-Kordy | Turmspringen 10 m | 318,55   | 23       | ausgeschieden | ausgeschieden | ausgeschieden | ausgeschieden | 23   |